# Anna Geislerová
Anna Geislerová, cunoscută și sub numele de Aňa Geislerová (n. 17 aprilie 1976, Praga, Cehoslovacia), este o actriță cehă. A devenit bine cunoscută pentru rolul ei dublu Eliška/Hana în filmul Želary (2003) și ca Anna în Návrat idiota (1999). Un fost fotomodel, Geislerová și-a făcut debutul în filme de lungmetraj la 12 ani.

## Carieră
Născută la Praga, Cehoslovacia, a dobândit faima națională de la vârsta fragedă de 14 ani, când a debutat în Requiem pro panenku regizat de Filip Renč în 1991. De atunci, țara i-a urmărit îndeaproape cariera, urmărindu-i metamorfoza în cea mai recunoscută celebritate a Republicii Cehe în cinematografie și televiziune. Printre numeroasele sale roluri se numără Anna în filmul lui Jan Svěrák, Jízda din 1994, precum și Beáta în Výchova dívek v Čechách (1997) regizat de Petr Koliha după romanul omonim din 1994 al scriitorului Michal Viewegh.
Geislerová a fost nominalizată de patru ori la premiile Leul Ceh (Premiul Academiei Cehe) câștigând de două ori; prima oară pentru cea mai bună actriță în 1999 pentru interpretarea sa în Návrat idiota regizat de Saša Gedeon și din nou în 2003 pentru  interpretarea sa în Želary regizat de Ondřej Trojan, film care a fost nominalizat și la Premiul Oscar pentru cel mai bun film străin. 
În 2004, ea a fost desemnată una dintre vedetele filmului european Shooting Stars de către European Film Promotion.
Geislerová a făcut parte din juriul Shooting Stars 2010, care a ales 10 actori europeni, vedete în devenire, dintr-un grup de candidați, pentru a primi premiul Shooting Star 2010 în februarie la Festivalul Internațional de Film de la Berlin.

## Viață personală
Anna Geislerová și soțul ei Zdeněk Janáček au o fiică, Stella, și un fiu, Bruno. Anna Geislerová are două surori, Lenka Geislerová⁠(cz)[traduceți] și Ester Geislerová, ambele actrițe; iar matusa ei Zuzana Geislerová este de asemenea actriță, care a jucat în miniseriile TV Dune (2000) și Children of Dune (2003).

## Filmografie
| An   | Titlu                        | Rol                |
| ---- | ---------------------------- | ------------------ |
| 1990 | Pějme píseň dohola           | Tráva              |
| 1991 | Requiem pro panenku          | Marika             |
| 1992 | Přítelkyně z domu smutku     | Líba               |
| 1992 | Fantaghirò 2                 | Queen of the Elves |
| 1993 | Fantaghirò 3                 | Queen of the Elves |
| 1994 | Jízda                        | Anna               |
| 1997 | Výchova dívek v Čechách      | Beáta              |
| 1999 | Return of the Idiot          | Anna               |
| 2000 | Kytice                       | Dornicka / Hata    |
| 2003 | Želary                       | Eliška / Hana      |
| 2005 | Something Like Happiness     | Dáša               |
| 2005 | Anděl Páně                   | Sfânta Ana         |
| 2005 | Lunacy                       | Charlotte          |
| 2005 | Sklapni a zastřel mě         | Líba Zemanová      |
| 2006 | Kráska v nesnázích           | Marcela            |
| 2007 | Medvídek                     | Anna               |
| 2008 | Smutek paní Snajdrové        | Mrs. Snajderová    |
| 2009 | The Case of Unfaithful Klara | Professor Smidt    |
| 2010 | Občanský průkaz              | Petra              |
| 2011 | Nevinnost                    | Lída               |
| 2013 | Honeymoon                    | Tereza             |
| 2014 | Fair Play                    | Irena              |
| 2014 | Až po uši                    | Šárka              |
| 2014 | Pohádkář                     | Dana               |
| 2016 | Anthropoid                   | Lenka Fafková      |
| 2016 | Polednice                    | Eliška             |
| 2016 | Já, Mattoni                  | Marie Löschnerová  |
| 2016 | Pohádky pro Emu              | Marie Urbanová     |
| 2017 | Zahradnictví: Rodinný přítel | Vilma              |
| 2017 | Zahradnictví: Dezertér       | Vilma              |
| 2017 | Zahradnictví: Nápadník       | Vilma              |
| 2017 | Milada                       | Ludmila Brožová    |

## Premii
| An   | Premiu                           | Categorie                              | Lucrare nominalizată | Rezultat     |
| ---- | -------------------------------- | -------------------------------------- | -------------------- | ------------ |
| 1995 | Premiile Leul Ceh                | cea mai bună actriță                   | Jízda                | Nominalizare |
| 2000 | Premiile Leul Ceh                | cea mai bună actriță în rol secundar   | Návrat idiota        | Câștigat     |
| 2000 | Premiile BAFICI                  | cea mai bună actriță                   | Návrat idiota        | Câștigat     |
| 2004 | Undine Awards                    | cea mai bună actriță din noile țări UE | Želary               | Câștigat     |
| 2004 | Premiile Leul Ceh                | cea mai bună actriță                   | Želary               | Câștigat     |
| 2005 | Premiile Golden Kinnaree         | cea mai bună actriță                   | Želary               | Câștigat     |
| 2005 | Premiile Silver Seashell         | cea mai bună actriță                   | Štěstí               | Câștigat     |
| 2006 | Premiile Leul Ceh                | cea mai bună actriță în rol secundar   | Štěstí               | Câștigat     |
| 2006 | Sun in a Net Awards              | cea mai bună actriță                   | Šílení               | Câștigat     |
| 2007 | Premiile Leul Ceh                | cea mai bună actriță                   | Kráska v nesnázích   | Câștigat     |
| 2008 | Premiile Leul Ceh                | cea mai bună actriță în rol secundar   | Medvídek             | Nominalizare |
| 2011 | Premiile Leul Ceh                | cea mai bună actriță                   | Občanský průkaz      | Nominalizare |
| 2011 | Premiile Criticilor Cehi de Film | cea mai bună actriță                   | Nevinnost            | Câștigat     |
| 2012 | Premiile Leul Ceh                | cea mai bună actriță                   | Nevinnost            | Câștigat     |
| 2013 | Premiile Leul Ceh                | cea mai bună actriță                   | Líbánky              | Nominalizare |
| 2014 | Premiile Leul Ceh                | cea mai bună actriță în rol secundar   | Fair Play            | Nominalizare |